# Lawrencega solaris
Espèce
Lawrencega solaris est une espèce de solifuges de la famille des Melanoblossiidae.

## Distribution
Cette espèce est endémique de Namibie. Elle se rencontre vers Gobabeb.

## Publication originale
- Wharton, 1981 : Namibian Solifugae (Arachnida). Cimbebasia Memoir, no 5, p. 5-87.